# Inter IKEA Holding
Inter IKEA Holding B.V. (también conocida como Inter IKEA Group) es una sociedad gestora registrada en los Países Bajos, en última instancia propiedad de la Fundación Interogo. Es propietaria de la empresa Inter IKEA Systems y, por tanto, controla la propiedad intelectual de IKEA. También se encarga del diseño, fabricación y suministro de los productos IKEA.

## Historia
La empresa se constituyó en 1991 como Inter IKEA Holding S.A. en Luxemburgo. Entre 2011 y 2016, se llevó a cabo una reestructuración entre las entidades corporativas relacionadas con IKEA, y desde 2016, Inter IKEA Holding tiene su sede en los Países Bajos.
Inter IKEA Holding solía estar controlada por Ingvar Kamprad, el fundador de IKEA, y su familia, a través del consejo asesor de la Fundación Interogo. Sin embargo, en 2013, Kamprad renunció al derecho de nombrar miembros a ese consejo, y los artículos actuales de la fundación requieren que los miembros de la familia Kamprad no ocupen la mayoría de los escaños.

## Subsidiarias

### Inter IKEA Systems
Inter IKEA Systems B.V. es una sociedad gestora, propiedad de Inter IKEA Holding y, por tanto, de la Fundación Interogo. Es la empresa que posee legalmente toda la propiedad intelectual de la marca IKEA (logotipo, palabra, marcas comerciales, etc.).
Inter IKEA Systems es el franquiciador de IKEA. Publica guías, manuales, noticias, programas de formación y otras herramientas relacionadas con la marca. Además, realiza estudios de mercado y proporciona informes y recursos para los minoristas de IKEA. La empresa fue fundada en 1983 y tiene su sede en los Países Bajos.

### IKEA Of Sweden
IKEA of Sweden A.B. es responsable de diseñar, desarrollar y fabricar productos de decoración del hogar para IKEA. La empresa tiene su sede en Älmhult, Suecia. La empresa fue fundada en 1943.

### IKEA Supply
IKEA Supply A.G. es responsable de suministrar los productos IKEA a las franquicias IKEA. Posee muchos centros de distribución en todo el mundo. Tiene su sede en Suiza.

### IKEA Industry
IKEA Industry A.B. produce del 10 al 12% de la gama de productos IKEA. La empresa se centra principalmente en muebles de madera. Fue fundada en 1991 como Swedwood International AB. El nombre de la empresa se cambió de Swedwood International AB a IKEA Industry A.B. en septiembre de 2013. La empresa siempre ha tenido su sede en Suecia.

### IKEA Communications
IKEA Communications A.B. crea y mantiene la comunicación de IKEA para los clientes y otras organizaciones de IKEA. Su producto más conocido es el Catálogo IKEA. Sus otras responsabilidades incluyen el sitio web de IKEA, aplicaciones, folletos, comerciales de televisión e instrucciones de montaje. Tiene su sede en Suecia.

### IKEA Food Services
IKEA Food Services A.B. desarrolla y produce los productos de alimentación y bebidas de IKEA que se venden en las tiendas IKEA. Tiene su sede en Suecia.